# Mirotín
Mirotín (německy Mirotin) je malá vesnice, část obce Mnich v okrese Pelhřimov. Nachází se asi 1,5 km na sever od Mnichu. Prochází zde silnice II/135. V roce 2009 zde bylo evidováno 33 adres. V roce 2001 zde trvale žilo 50 obyvatel.
Mirotín je také název katastrálního území o rozloze 3,26 km2.

## Další fotografie

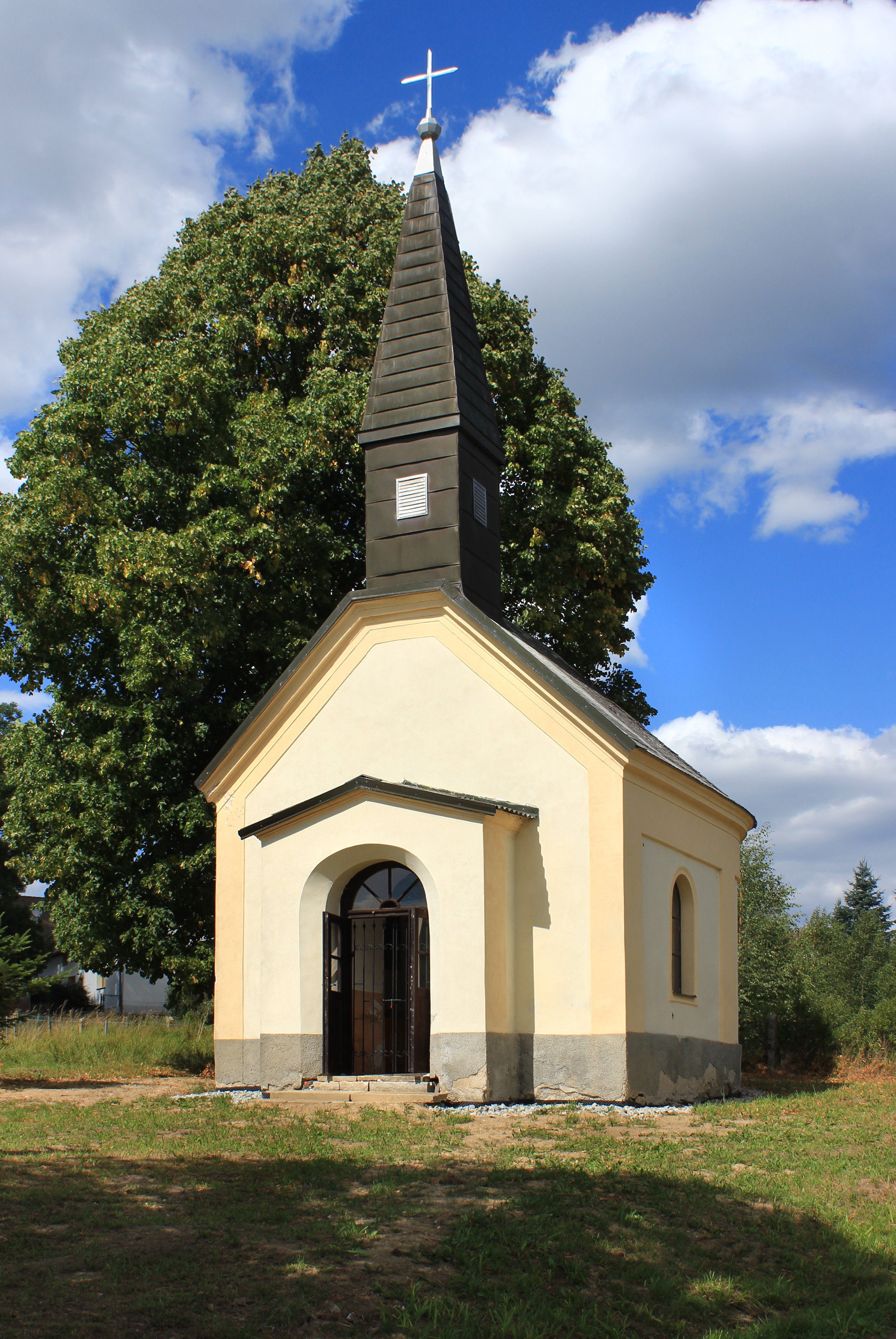
Kaple na východě
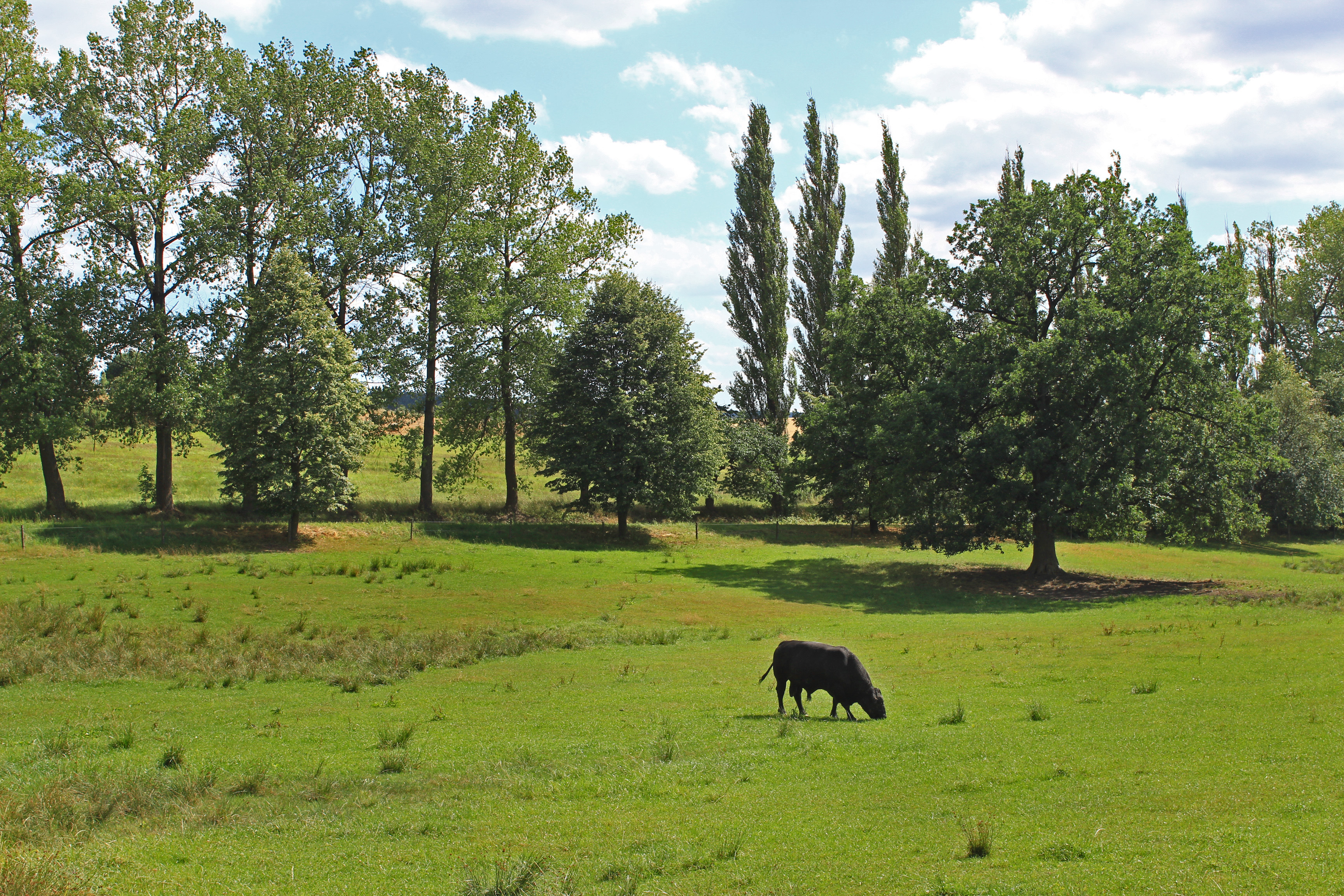
Pastviny s býkem
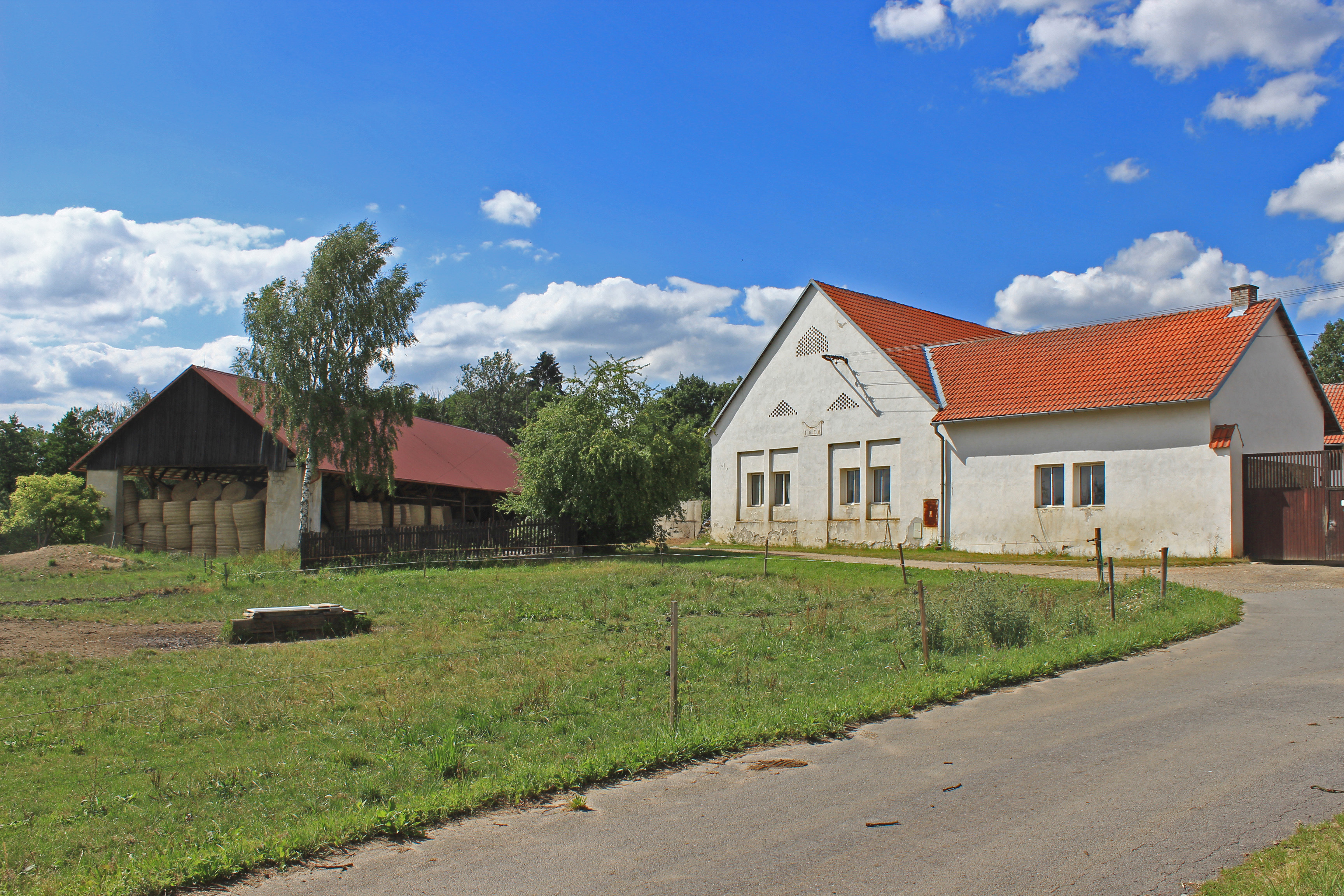
Farma na západním okraji vesnice
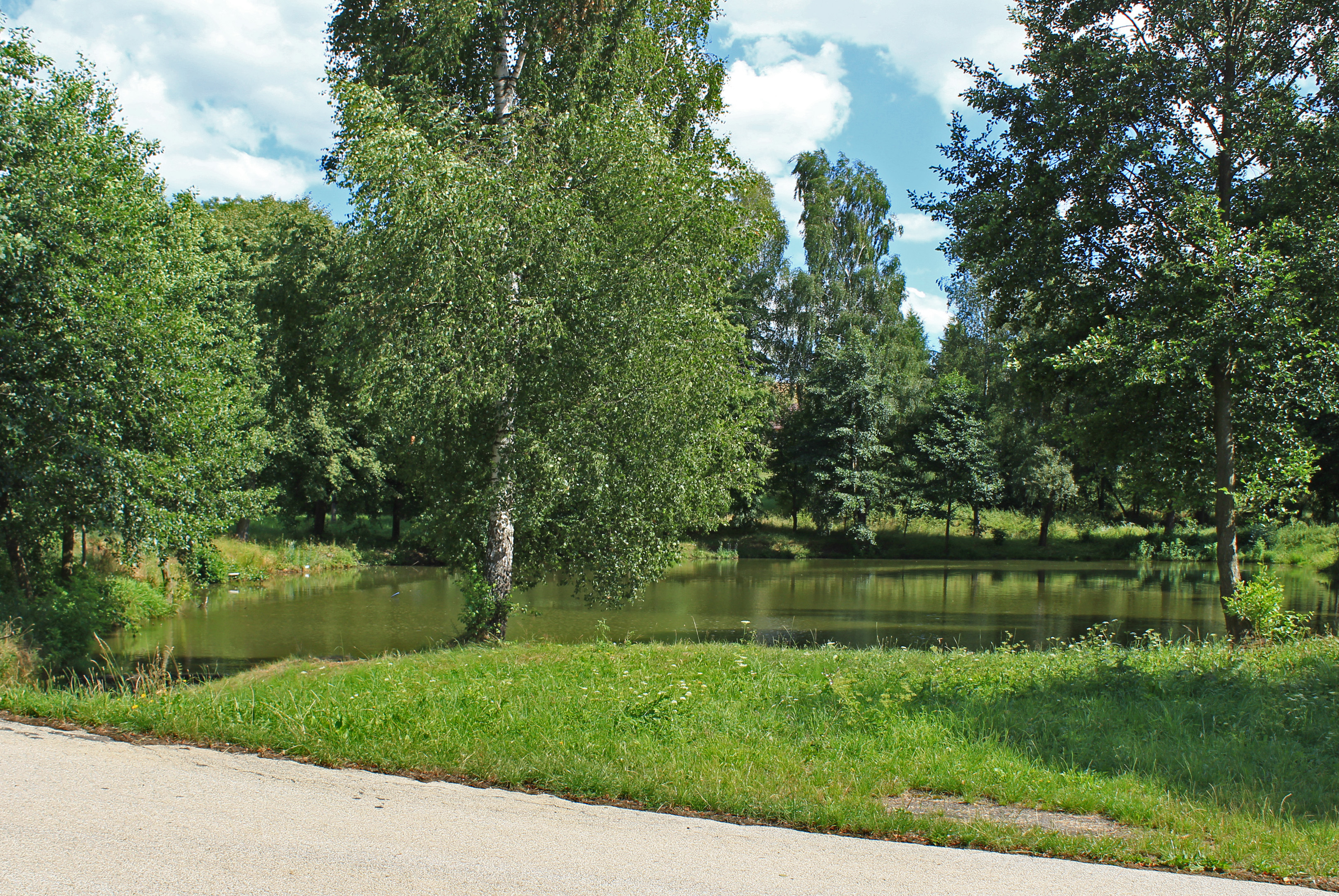
Jeden z rybníků u farmy